# Screaming

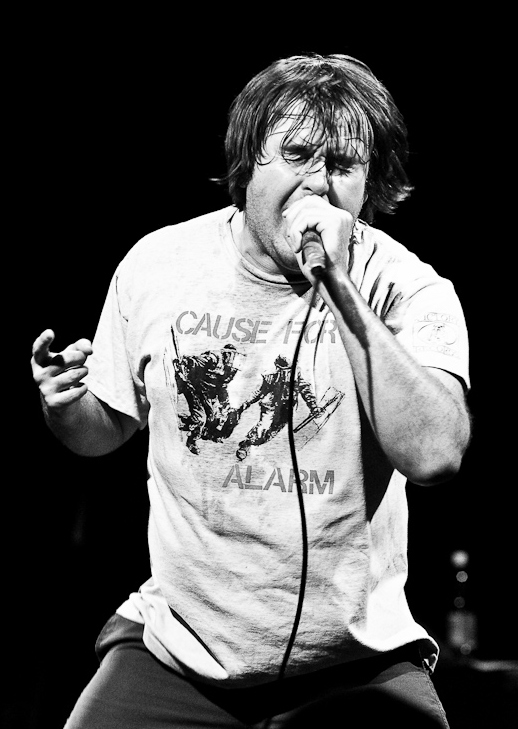
Barney Greenway performando com a banda de Grindcore Napalm Death.

Screaming (palavra em inglês para gritar) é uma técnica vocal que é mais popular em gêneros musicais "agressivos", como heavy metal, punk rock, noise e punk hardcore, sendo popular também em outros estilos como blues e soul. No heavy metal, a técnica vocal de gutural também é popular. Intensidade, tom e outras características variam entre diferentes gêneros e diferentes vocalistas.

## Gêneros

### Música clássica e experimental
Embora os gritos sejam frequentemente sugeridos em histórias encenadas na tradição da grande ópera, eles nunca foram interpretados literalmente, sempre sendo cantados. O primeiro exemplo significativo de um grito real em uma ópera está em Wozzeck de Alban Berg (1922), onde o personagem homônimo grita "Assassinato! Assassinato!" na quarta cena do Ato III. Ainda mais impressionante, Lulu inacabada de Berg, escrita principalmente em 1934, apresenta um grito quando a heroína é assassinada por Jack, o Estripador, nos momentos finais da cena final. Na Cavalleria rusticana de Mascagni de 1890, a linha final "Eles assassinaram Turiddu!" é falado, não cantado e frequentemente acompanhado por um grito.
Outros compositores empregaram gritos em obras de vanguarda no século XX, normalmente na era pós-Segunda Guerra Mundial, conforme os compositores começaram a explorar técnicas composicionais mais experimentais e o uso não padronizado de instrumentos musicais (incluindo a voz). Os compositores que usaram gritos em suas obras incluem Luciano Berio, George Crumb, Gyorgy Ligeti, Charles Mingus, Meredith Monk e Karlheinz Stockhausen. O uso de vozes roucas em obras corais e orquestrais continua até hoje em algumas produções, como trilhas sonoras de filmes; os principais exemplos incluem algumas obras de Don Davis e Wojciech Kilar.
Gêneros musicais experimentais geralmente apresentam vocais gritados se os vocais forem empregados na música, como uma forma de expressão alternativa ao invés do canto convencional. A canção "Paralyzed", do músico Legendary Stardust Cowboy, é um excelente exemplo do uso dessa característica na música experimental. Noise music é notável por vocais gritados, como exemplos o conhecido artista de noise Masonna e a vocalista Maja Ratkje.

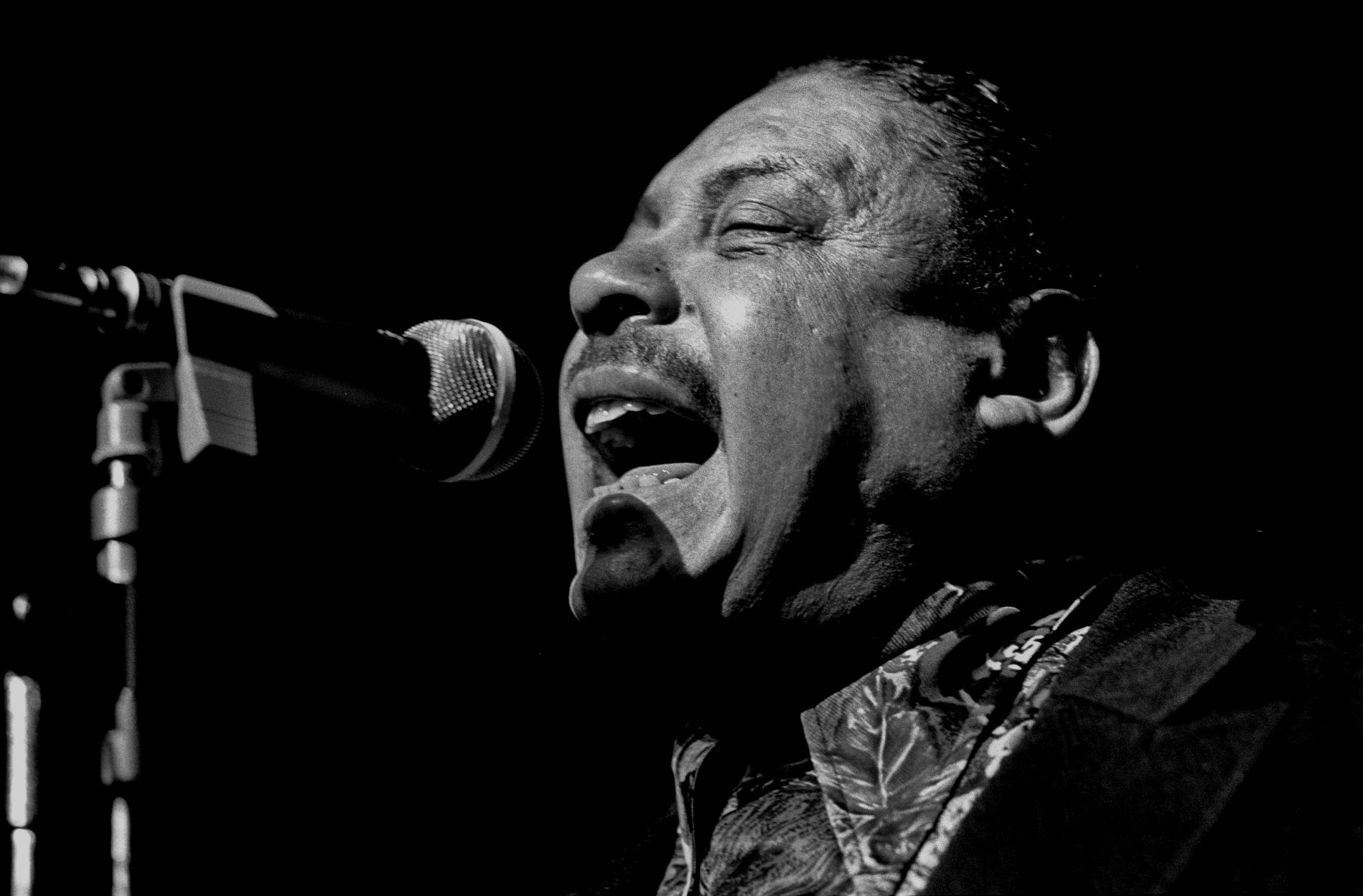
Cantor de Blues Big Joe Turner, um dos primeiros vocalistas usar do grito em suas músicas. Artimanha usada por alguns cantores do gênero para serem ouvidos em salões muito barulhentos.

### Blues
Músicos de blues notórios do Kansas começaram a gritar para serem ouvidos acima da música nos salões de dança que fossem muito barulhentos. Os vocais gritados eventualmente se tornaram uma característica dessas bandas. Os principais membros desse movimento incluem Big Joe Turner e Howlin' Wolf. Uma das primeiras canções conhecidas a utilizar vocais gritados foi de Screamin 'Jay Hawkins', na música "I Put a Spell on You" (1956).

### Rock and roll
O rock and roll (antes do advento do heavy metal e do punk rock) empregava breves momentos ocasionais de gritos nas músicas. Na década de 1950, um dos principais "gritadores" (conhecidos como screamers) era Little Richard, começando com seu "Tutti Frutti" (1955). "Love Me" era gritadas em partes por Elvis Presley, bem como "Any Way You Want Me", apenas para citar dois do ano de 1956. E mesmo no início de 55, em várias faixas como "Trying to get To You", Elvis usou gritos. Elvis Presley também gritou algumas das letras de Jailhouse Rock em sua gravação original de 1957, embora as gravações de performances ao vivo da canção no final da carreira de Presley o apresentassem cantando estritamente as palavras, provavelmente devido a ele se mover em direção a canções mais maduras. Tina Turner costumava gritar em "A Fool in Love" (1960), sua primeira gravação como vocalista principal, na qual Juggy Murray comentou: "Todos aqueles cantores de blues pareciam sujeira. Tina soava 'suja' gritando. Era um som autêntico."
Na década de 1960, o primeiro take da gravação de John Lennon de "Twist and Shout" para Please Please Me foi o único, já que a voz de Lennon foi em um timbre rasgado, em parte pelos gritos que compunham a música. Lennon, inspirado pelo livro de psicologia Primal Scream therapy de Arthur Janov, gritou em suas canções posteriores "Mother" e "Well Well Well" em John Lennon / Plastic Ono Band.

### Heavy metal

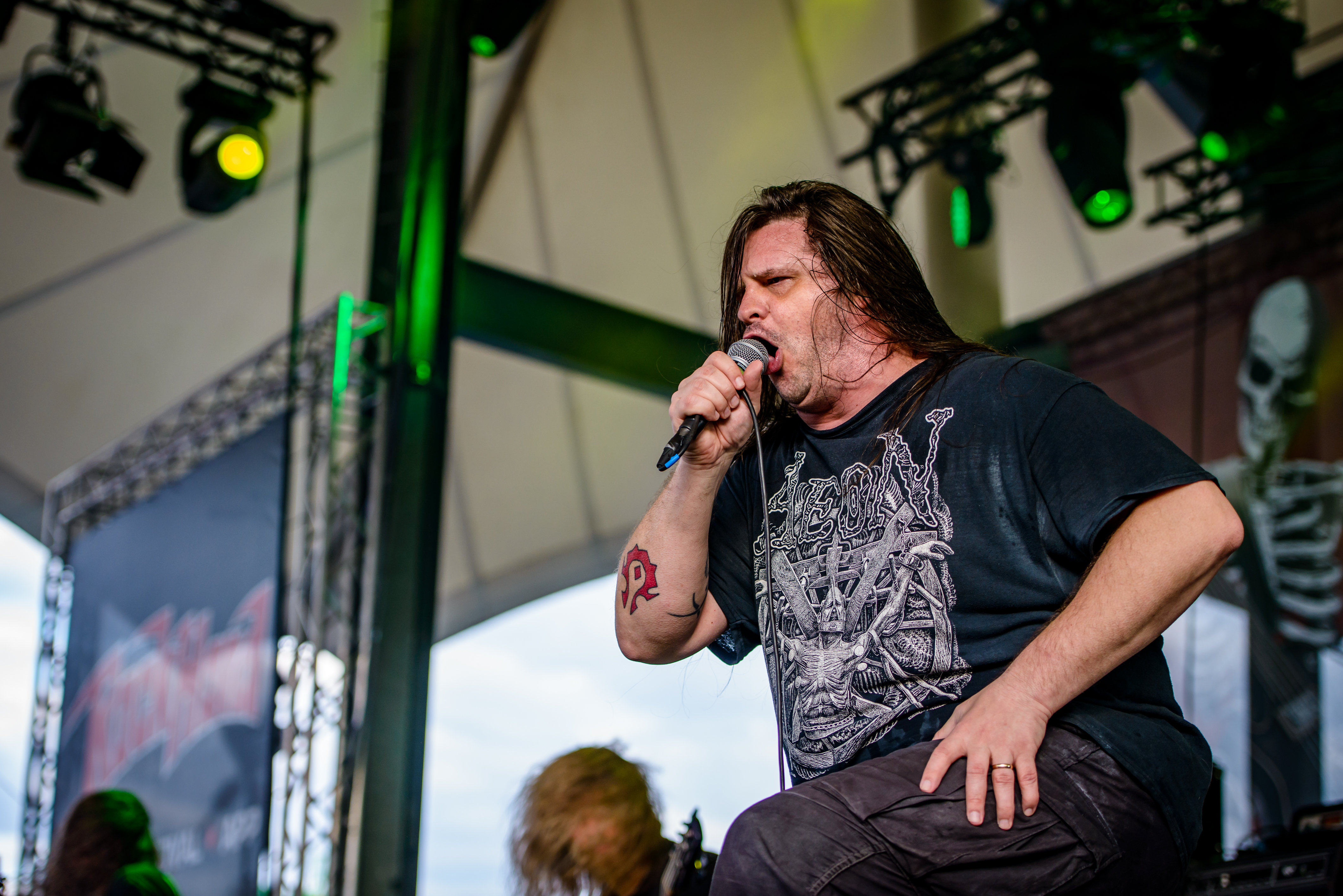
Goerge Corpsegrinder, vocalista da banda de death metal Cannibal Corpse, performando em 2016

Enquanto os gritos têm sido usados para efeito no heavy metal desde o surgimento do gênero no final dos anos 1960 (com cantores como Robert Plant, Ian Gillan e Rob Halford empregando a técnica com frequência), gritar como um método normal de recitar as letras ganhou destaque pela primeira vez no heavy metal como parte da explosão do thrash metal dos anos 1980.
O thrash metal foi influenciado tanto pelo heavy metal quanto pelo punk hardcore, o último dos quais muitas vezes incorporava vocais gritados. A primeira instância de grito usada como uma entrega constante de letras foi Chuck Schuldiner da banda Death. O musicólogo Robert Walser observa: "A influência punk aparece nos tempos rápidos e na agressividade frenética da música e nas letras críticas ou sarcásticas feitas em um rosnado (referente ao ato de gritar) ameaçador." No entanto, deve-se notar que a entrega vocal do thrash metal é incrivelmente diversa; algumas bandas como o Anthrax usam vocais muito mais limpos, o Metallica usa vocais muito influenciados pelo punk hardcore, enquanto outras bandas como o Slayer usam gritos mais "malignos", tendo pouca semelhança com o punk hardcore. Bandas mais recentes dentro dos vários subgêneros do metal, como Carnifex, são conhecidas por fazer uso de múltiplas variações de técnicas para o grito.
Gritar em alguns subgêneros de músicas heavy metal é tipicamente exigente, em quase todos utilizam da técnica de vocal gutural. O death grow, uma variação do vocal gutural é comum no death metal.

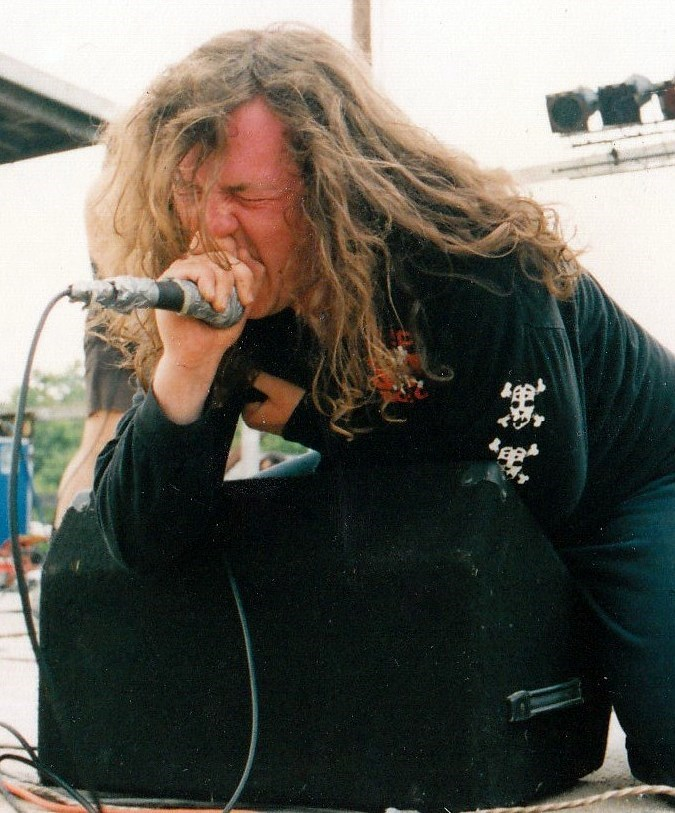
Seth Putnam, ex-vocalista da banda de grindcore Anal Cunt. Seth gritava de forma indiscernível, e também, na maioria do tempo, sequer fazia distinção das palavras.

Formas separadas de vocalização de metal extremo podem ser encontradas no black metal, que tem um som agudo, e no deathcore, que usa um gutural de baixa frequência, sendo assim um som mais grave de pesado, ou um grito agudo. Uma técnica frequentemente usada em grande parte no deathcore, metalcore e outras variantes do hardcore punk é a False Chord. A característica que molda diversos destes gêneros seria a ininteligibilidade do grito, sendo assim muito difícil ou impossível de se entender o que está sendo gritado. O grindcore é um exemplo de gênero que se é, majoritariamente, impossível de se distinguir a oratória ou o que está sendo gritado. A maior referência desta característica, foi o ex-vocalista da banda de grindcore Anal Cunt, Seth Putnam, que usava gritos muito agudos de forma que nem mesmo Seth conseguia distinguir as palavras.  Diversos outros gêneros utilizam o grito de uma forma indiscernível.
O death metal, em particular, é associado a vocais guturais. O gênero que surgiu como uma variante do heavy metal, que tende a ser mais pesado e mórbido do que o thrash metal, apresenta vocais que tentam evocar o caos e a miséria por serem "geralmente muito profundos, guturais e ininteligíveis". Natalie Purcell observa: "Embora a grande maioria de bandas de death metal usam grunhidos muito graves, semelhantes a bestas, quase indiscerníveis como vocais, muitos também têm vocais agudos e estridentes ou operísticos, ou simplesmente vocais cantados com força e profundidade."
A socióloga musical Deena Weinstein observou sobre o death metal: "Os vocalistas neste estilo têm um som distinto, e rosnam em vez de cantar as palavras. Fazendo amplo uso da caixa de distorção de voz, eles soam como se tivessem gargarejado com ácido clorídrico."

A enunciação progressivamente mais forte dos vocais de metal foi notada, do heavy metal ao thrash metal e ao death metal.
Para apreciar a música, os fãs primeiro tiveram que aceitar uma assinatura sonora implacável: vocais guturais que eram pouco mais do que um rosnado ameaçador e subaudível. A raspagem de thrash metal de James Hetfield era dura em contraste com as notas agudas de heavy metal de Rob Halford, mas criaturas como Glen Benton do Deicide arrancaram suas laringes para invocar imagens de cadáveres em decomposição e horrores catastróficos.

### Black metal

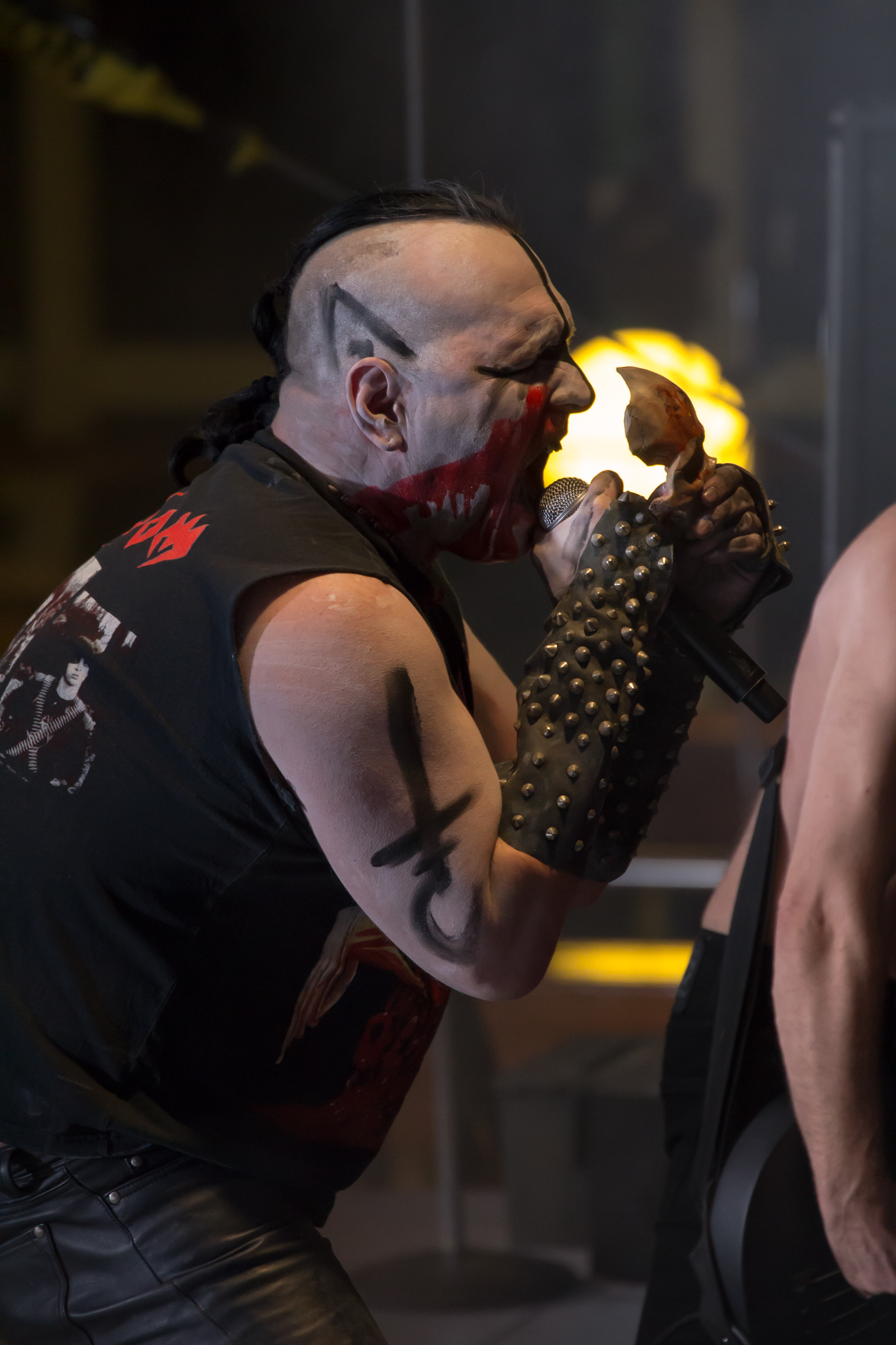
Attila Csihar se apresentando com a banda de black metal Mayhem.

O black metal, em particular, tem um estilo definitivo de "grito" que constitui a vasta maioria do trabalho vocal do gênero, embora isso seja feito em vários graus. Alguns artistas de black metal usam essa abordagem como um som áspero simples, mas outros usam um grito mais alto e "sombrio" para emular a atmosfera fria, maligna e assustadora que o black metal retrata. Vocalistas como Ihsahn do Emperor, Grutle Kjellson do Enslaved e Pest of Gorgoroth usam gritos altos em seu trabalho vocal, enquanto outros vocalistas fazem abordagens diferentes; por exemplo: Shagrath of Dimmu Borgir certa vez usou um estilo parecido com o rugido alto nos dias da banda Enthrone Darkness Triumphant, e vocalistas como John Gossard da banda Weakling de São Francisco e Pasi da banda finlandesa Darkwoods My Betrothed usaram um estilo que soava mais como 'lamento' misturado com os tipos de gritos comuns no gênero.
O grupo americano de black metal Wolves in the Throne Room emprega longos gritos estridentes influenciados pelos primeiros trabalhos de Gorgoroth.
Algumas bandas neofolk (geralmente aquelas que vieram originalmente da cena black metal) usam grunhidos e gritos guturais ocasionalmente, principalmente para um efeito 'dramático'. Os exemplos incluem Empyrium e Uaral.

### Metalcore
Metalcore é um gênero que emprega vocais gritados e limpos. O ato de gritar tornou-se um padrão tradicional para o gênero no início dos anos 1990, com bandas como Earth Crisis e Converge, que também usavam esse estilo vocal com frequência. Algumas bandas empregam uma configuração de vocalista duplo, um que executa vocais cantados tradicionais, enquanto outra é dedicada apenas a vocais gritados, como The Devil Wears Prada, Oh, The Irony e Raise These Sails.
Greg Puciato, vocalista do The Dillinger Escape Plan, é conhecido por gritos "insanos" e "constantes".

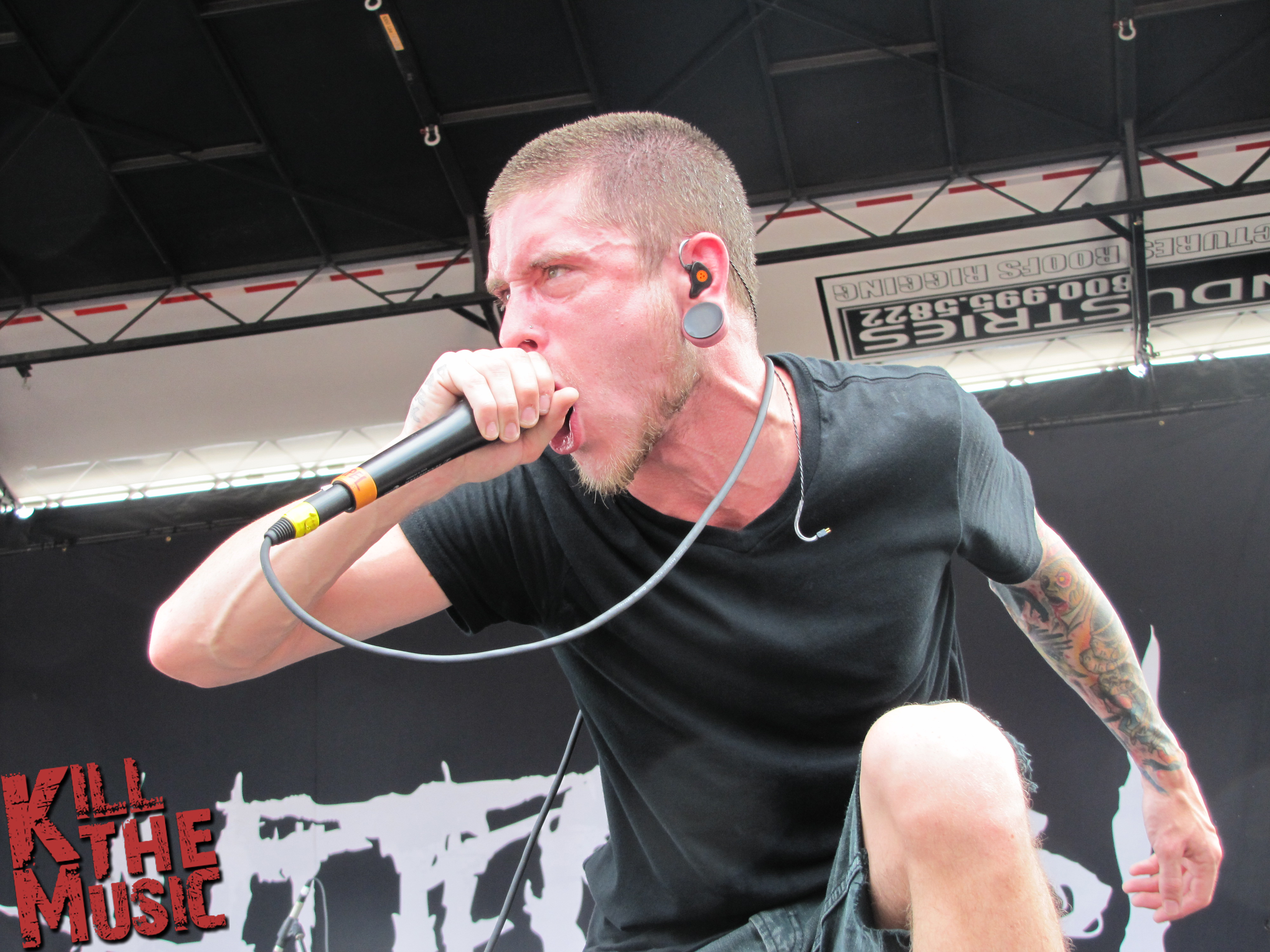
Phil Bozeman se apresentando com a banda de deathcore Whitechapel.

### Deathcore
Como o metalcore, o deathcore é conhecido por seu uso de gritos agressivos, embora em um ritmo muito mais extremo. Os gritos vão desde os rosnados de baixa frequência de vocalistas como Phil Bozeman do Whitechapel, aos gritos agudos de nomes como Alex Koehler, ex-vocalista do Chelsea Grin. Algumas bandas relacionadas ao gênero deathcore executam o que é chamado de pig squealing, algo como "guincho de porco", que é uma técnica vocal que consiste em 'rosnar' semelhante à um porco. Os primeiros álbuns de bandas de deathcore como Job for a Cowboy e Despised Icon empregavam o uso de pig squealing, mas abandonaram-no em material posterior.

### Metal alternativo e nu metal
Bandas de metal alternativo e nu metal às vezes também usam gritos. Jonathan Davis grita na maioria das canções anteriores de Korn. A vocalista da banda americana de nu metal Otep Otep Shamaya também é conhecida por seu uso da técnica conhecida como death growl, bem como vocais agudos. Serj Tankian ocasionalmente executa gritos de exalação e inalação, que são especialmente notáveis nos dois primeiros álbuns do System of a Down. A banda Limp Bizkit às vezes usa vocais gritados, especialmente nas músicas de seu primeiro álbum. Algumas bandas combinam técnicas de grito com vocais limpos para criar um som concreto com uma mudança perceptível no tom, Chino Moreno do Deftones, que é famoso por combinar seus gritos agudos e agressivos com seu canto calmo e melódico, é um exemplo claro de conceito ao lado de cantores como Corey Taylor do Slipknot.
O ex-vocalista do Linkin Park Chester Bennington gritou em muitas músicas do Linkin Park, mais notavelmente o gutural de 17 segundos na faixa "Given Up", sendo o Binnington o qual inspirou o ainda jovem Oliver Sykes, após ouvir o gutural de Cherster, Sykes se inspirou para formar o Bring Me The Horizon, notável banda que em seu primeiro álbum Count Your Blessings utiliza de vocais gritados de forma aguda e grave durante todo o disco, também vindo a se tornar uma das maiores referências da técnica. Michael Barnes do Red gritou na maioria das músicas que a banda fez, principalmente em "Let Go", por 13 segundos direto.

### Hardcore e punk rock

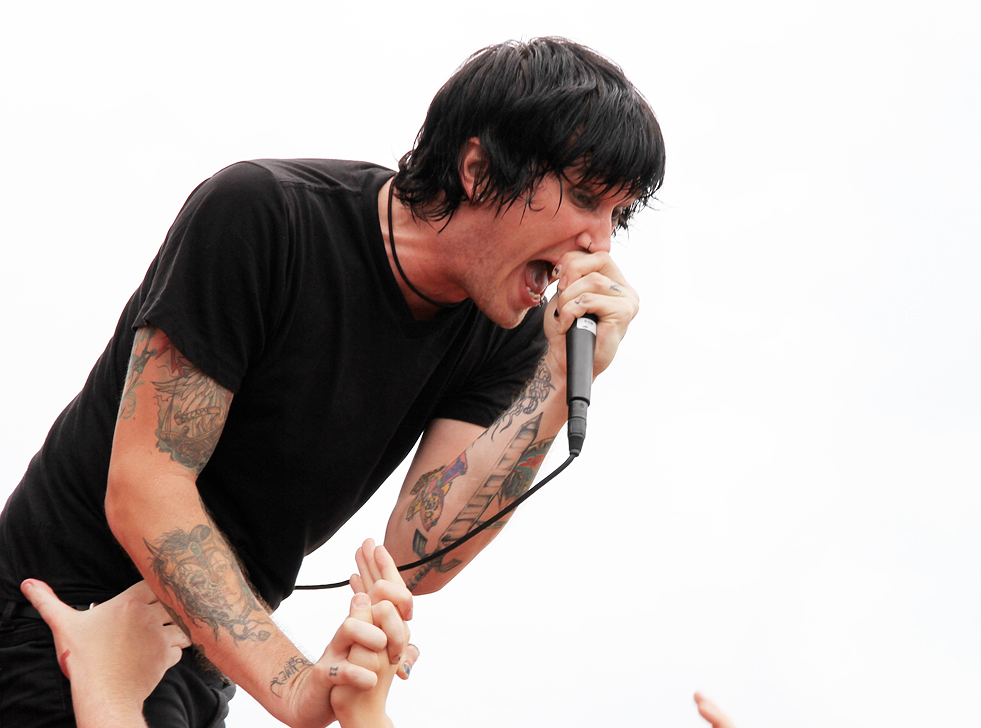
Shawn Milke em performance com a banda de post-hardcore Alesana.

Gritos nos vocais são comuns em um tipo de punk rock conhecido como hardcore. O punk inicial foi distinguido por uma tendência geral de evitar as técnicas tradicionais de canto em favor de um estilo mais direto e áspero que acentuava o significado ao invés da beleza. A extensão lógica dessa estética é o grito e, no hardcore, os vocais costumam ser gritados de maneira frenética, semelhante a rap, muitas vezes acompanhados de "vocais de gangue" em que um grupo de pessoas grita junto com o vocalista (este estilo é muito comum no punk rock, mais proeminentemente nos gêneros Oi!, street punk e hardcore punk.

## Danos vocais e preocupação com a saúde
Alguns vocalistas que empregaram gritos musicais tiveram problemas com a garganta, vozes, cordas vocais e até mesmo sofreram grandes enxaquecas por gritar incorretamente. Alguns vocalistas de bandas de metal tiveram que parar de utilizar do grito, fazer música completamente, ou mesmo passar por uma cirurgia devido a gritos de formas prejudiciais que danificam as cordas vocais. Um exemplo é Sonny Moore, da banda From First to Last, que teve que deixar a banda como vocalista devido aos danos que estava causando em suas cordas vocais, que exigiram cirurgia. Kyo do Dir En Gray, famoso por seu alcance vocal extremo incorporando vocais limpos e ásperos, foi hospitalizado por disfonia de nódulo vocal em 2012, embora tenha se recuperado desde então. No entanto, com a técnica adequada, gritar pode ser feito sem danos às cordas vocais. Melissa Cross é uma professora de canto especializada nisso, e ensinou muitos vocalistas como Randy Blythe e Angela Gossow.